# زردپره دماغه
زردپره دماغه (نام علمی: Emberiza capensis) نام یک گونه از سرده زردپره‌های معمولی است.